# Plesionika gigliolii
Plesionika gigliolii är en kräftdjursart som först beskrevs av Senna 1903.  Plesionika gigliolii ingår i släktet Plesionika och familjen Pandalidae. Inga underarter finns listade i Catalogue of Life.